# Armadillidium globosum
Armadillidium globosum är en kräftdjursart som beskrevs av Vogl 1875. Armadillidium globosum ingår i släktet Armadillidium och familjen klotgråsuggor. Inga underarter finns listade i Catalogue of Life.